# FV Fahrnau
Der FV Fahrnau 1921 e. V. ist ein deutscher Fußballverein mit Sitz im Teilort Fahrnau der baden-württembergischen Stadt Schopfheim im Landkreis Lörrach.

## Geschichte

### Gründung bis Zweiter Weltkrieg
Erste Fußballspiele gab es schon vor Vereinsgründung in Fahrnau, jedoch machte dem der Erste Weltkrieg erst einmal einen Strich durch die Rechnung. Nach dem Ende des Krieges wurde dann am 6. Juni 1921 schließlich dann auch mit dem FV auch ein Verein gegründet. Ab Herbst desselben Jahres konnte dann der Verein schon an den Verbandsspielen teilnehmen. Nach der Meisterschaft in der C-Klasse gelang dann 1928 auch die in der B-Klasse, durch Siege in den Aufstiegsspielen kam man dann auch in die A-Klasse. Im Jahr 1932 folgte dann auch noch die Meisterschaft in der A-Klasse sowie der Aufstieg in die Kreisklasse. Hier folgte dann auch noch im Jahr 1935 die Meisterschaft, womit ein weiterer Aufstieg in die Bezirksklasse gelang. Nach der Saison 1938/39 gelang dann hier auch noch der Aufstieg in die damals zweitklassige Landesliga Südbaden. Der weitere Spielbetrieb bis auf die Jugendmannschaften fiel dann jedoch dem Ausbruch des Zweiten Weltkriegs zum Opfer.

### Nachkriegszeit
Nach dem Ende des Krieges folgte dann am 30. Juni 1946 die Neugründung des Vereins Sportfreunde Fahrnau. Zur Saison 1946/47 stieg der Verein dann in die zu dieser Zeit zweitklassige Oberklasse Südbaden auf. Mit 19:17 Punkten platzierte sich die Mannschaft auf dem vierten Platz der Staffel Süd, womit die Mannschaft knapp den Schnitt schaffte, um nach der Verkleinerung der Spielklasse auch in der nächsten Saison noch mitspielen zu können. Ab der nächsten Saison hieß die Liga wieder Landesliga Südbaden, jedoch musste der Verein diesmal mit 7:37 Punkten dann doch wieder absteigen. Nachdem die Möglichkeit von mehreren Vereinen pro Ort wieder gegeben war, gründete sich der FV nach fast vier Jahren wieder aus dem Großverein aus. Den alten Namen erhielt der Verein dann im Juni 1950 dann auch wieder zurück.

### Absturz bis in die unterste Spielklasse
Im Jahr 1951 gelang dann schließlich der Aufstieg in die 2. Amateurliga, in welcher der Verein bis 1955 beheimatet war, danach jedoch wieder in die A-Klasse absteigen musste. Nach vielen Jahren Klassenzugehörigkeit musste der Verein dann schließlich im Jahr 1968 in die B-Klasse absteigen. Hier sollte die Mannschaft erneut einige Jahre verbringen, bis es dann in der Saison 1974/75 für den Aufstieg in die A-Klasse reichen sollte. Bereits nach der Saison 1976/77 ging es dann aber schon wieder hinunter in die B-Klasse. Nach der Saison 1978/79 gelang dann hier jedoch wieder die Meisterschaft und damit der Aufstieg in die neu eingeführte Bezirksliga. Nach einer Saison stand dann aber wieder der Abstieg in die Kreisliga A an. Eine weitere Saison später stand dann gar der weitere Abstieg in die Kreisliga B an.

### Status als Fahrstuhlmannschaft bis heute
Nach turbulenten 1980er Jahren mit zahlreichen Wechseln der Vorstandsschaft gelang dann schließlich als Zweiter der Tabelle die Qualifikation zur Aufstiegsrunde für die Kreisliga A, welche am Ende dann auch erfolgreich abgeschlossen werden konnte. Nach einem Jahr stand hier dann jedoch auch wieder der Abstieg zurück in die Kreisliga B an. Die nächste Meisterschaft sollte dann bis zur Saison 1997/98 auf sich warten lassen. Diese Spielklasse konnte in der darauf folgenden Saison auch gehalten werden. Die  Zeit hier sollte dann bis zur Saison 2002/03 andauern, nach der der FV wieder absteigen musste. Mit 67 Punkten gelang dann nach der Saison 2005/06 schließlich mit 67 Punkten wieder die Meisterschaft in der Kreisliga B. In den folgenden Jahren stand eigentlich in Saison der Abstiegskampf an. Erst später konnte man sich dann im oberen Mittelfeld etablieren. Nach der Saison 2011/12 gelang dann schließlich mit 55 Punkten auch in der Kreisliga A die Meisterschaft. In der Bezirksliga konnte dann mit 32 Punkten auch knapp der Klassenerhalt gesichert werden. Nach einer weiteren Saison in der die Liga nur knapp gehalten werden konnte, ging es dann nach der Spielzeit 2014/15 mit 19 Punkten als Tabellenletzter wieder nach unten. In der Kreisliga A reichte es dann nicht mehr für ganz vorne, nach der Saison 2017/18 musste der Verein dann gar in die Abstiegsrelegation, am Ende derer man dann nach Hin- und Rückspiel gegen die zweite Mannschaft des SV 08 Laufenburg erneut in die Kreisliga B absteigen musste. Nach dem zweiten Platz mit nur einem Punkt Abstand auf den Meister in der Saison 2018/19 konnte man sich direkt wieder für die Aufstiegsrelegation qualifizieren. Hier scheiterte man jedoch am TuS Binzen. Somit spielt der Verein bis heute in der Kreisliga B.